# Lista de episódios de Os Caras de Pau
Segue abaixo a lista de episódios da série de televisão brasileira Os Caras de Pau, criada por Celso Taddei, César Cardoso, Cláudio Torres Gonzaga, Daniela Ocampo, Gabriela Amaral, Juca Filho, Marcius Melhem, Rodrigo Salomã e Zé Dassilva, que estreou em 4 de abril de 2010, um domingo, pela Rede Globo, e é protagonizada por Marcius Melhem e Leandro Hassum, que interpretam os personagens Pedrão e Jorginho, respectivamente.
Originalmente, Os Caras de Pau era um especial de fim de ano da Rede Globo. Entre 2006 e 2010, foram exibidos 10 especiais, e após os índices de audiência serem avaliados pela emissora como "satisfatórios", foi elevado a condição de série no sistema de temporadas. A primeira temporada iniciou-se em 4 de Abril de 2010,e foi finalizada em
26 de Dezembro do mesmo ano. A segunda temporada estreou em 3 de Abril de 2011, com o episódio "O Pecado Mora em Frente", encerrando em 8 de janeiro do ano seguinte com o episódio "Sair e Comprar É só Começar". A terceira e última temporada deu-se início três meses após o fim da segunda, em 8 de Abril, com o episódio "Dois Perdidos numa Praia Limpa", encerrando a série em 3 de Fevereiro de 2013, com o episódio "Olha Os Caras de Pau aí Gente!".

## Resumo
| Temporada | Temporada | Episódios | Exibição original      | Exibição original      | Lançamento de DVD       | Lançamento de DVD |
| Temporada | Temporada | Episódios | Início                 | Final                  | Lançamento de DVD       | Lançamento de DVD |
| --------- | --------- | --------- | ---------------------- | ---------------------- | ----------------------- | ----------------- |
|           | Especiais | 10        | 10 de dezembro de 2006 | 10 de janeiro de 2010  | —                       |                   |
|           | 1         | 37        | 4 de abril de 2010     | 26 de dezembro de 2010 | 11 de fevereiro de 2011 |                   |
|           | 2         | 37        | 3 de abril de 2011     | 8 de janeiro de 2012   | 2 de novembro de 2012   |                   |
|           | 3         | 36        | 8 de abril de 2012     | 3 de fevereiro de 2013 | N/A                     |                   |

## Episódios

### Especiais para a Rede Globo (2006-2010)
Os dez episódios especiais apresentados pela Rede Globo entre os anos de 2006 e 2010 marcaram o início de Os Caras de Pau. Após cinco episódios exibidos entre 2006 e 2007, a série deu uma pausa para os personagens Pedrão e Jorginho gravarem esquetes para o Zorra Total. Em 2009, a emissora encomendou mais cinco episódios, exibidos entre os anos de 2009 e 2010. Após ter registrado índices de audiência avaliados como "satisfatórios", a Globo renovou o programa para uma temporada inteira de 37 episódios, no tradicional horário de domingo à tarde.
| Nº | Nº | Título                       | Transmissão original   | Direção      | Redação Final  | Audiência |
| -- | -- | ---------------------------- | ---------------------- | ------------ | -------------- | --------- |
| 1  | 1  | "Superstição"                | 10 de dezembro de 2006 | Márcio Trigo | Marcius Melhem | N/A       |
| 2  | 2  | "Férias"                     | 17 de dezembro de 2006 | Márcio Trigo | Marcius Melhem | N/A       |
| 3  | 3  | "Natal"                      | 24 de dezembro de 2006 | Márcio Trigo | Marcius Melhem | N/A       |
| 4  | 4  | "Bichos"                     | 7 de janeiro de 2007   | Márcio Trigo | Marcius Melhem | N/A       |
| 5  | 5  | "Esportes"                   | 14 de janeiro de 2007  | Márcio Trigo | Marcius Melhem | N/A       |
| 6  | 6  | "Caras de Pau pra Toda Obra" | 13 de dezembro de 2009 | Márcio Trigo | Marcius Melhem | 19        |
| 7  | 7  | "O Noivado"                  | 20 de dezembro de 2009 | Márcio Trigo | Marcius Melhem | 16        |
| 8  | 8  | "As Férias"                  | 27 de dezembro de 2009 | Márcio Trigo | Marcius Melhem | N/A       |
| 9  | 9  | "A Mudança"                  | 3 de janeiro de 2010   | Márcio Trigo | Marcius Melhem | 14        |
| 10 | 10 | "Fazendo Arte"               | 10 de janeiro de 2010  | Márcio Trigo | Marcius Melhem | 13        |

### 1ª Temporada (2010)
| Nº | Nº | Título                                        | Transmissão original   | Direção      | Redação Final  | Audiência |
| -- | -- | --------------------------------------------- | ---------------------- | ------------ | -------------- | --------- |
| 6  | 1  | "Ovos do Ofício"                              | 4 de abril de 2010     | Márcio Trigo | Marcius Melhem | 10        |
| 7  | 2  | "Na Busca pela Saúde"                         | 11 de abril de 2010    | Márcio Trigo | Marcius Melhem | N/A       |
| 8  | 3  | "E Vai Rolar a Festa"                         | 18 de abril de 2010    | Márcio Trigo | Marcius Melhem | 14        |
| 9  | 4  | "Como Enfrentar o Medo?"                      | 25 de abril de 2010    | Márcio Trigo | Marcius Melhem | N/A       |
| 10 | 5  | "Entre Obras e Reformas"                      | 2 de maio de 2010      | Márcio Trigo | Marcius Melhem | N/A       |
| 11 | 6  | "Dia das Mães"                                | 9 de maio de 2010      | Márcio Trigo | Marcius Melhem | 12        |
| 12 | 7  | "Tecnologia, Eu Quero uma Para Viver"         | 16 de maio de 2010     | Márcio Trigo | Marcius Melhem | 12        |
| 13 | 8  | "Jorginho e Pedrão Tentam Arranjar Namoradas" | 23 de maio de 2010     | Márcio Trigo | Marcius Melhem | N/A       |
| 14 | 9  | "De Boas Ações a Bolsa de Valores está Cheia" | 30 de maio de 2010     | Márcio Trigo | Marcius Melhem | N/A       |
| 15 | 10 | "Se Essa Moda Pega..."                        | 6 de junho de 2010     | Márcio Trigo | Marcius Melhem | N/A       |
| 16 | 11 | "Copa do Mundo"                               | 20 de junho de 2010    | Márcio Trigo | Marcius Melhem | N/A       |
| 17 | 12 | "Vivendo e Aprendendo"                        | 4 de julho de 2010     | Márcio Trigo | Marcius Melhem | N/A       |
| 18 | 13 | "Quem Não se Comunica, se Trumbica"           | 11 de julho de 2010    | Márcio Trigo | Marcius Melhem | N/A       |
| 19 | 14 | "É Domingo"                                   | 18 de julho de 2010    | Márcio Trigo | Marcius Melhem | N/A       |
| 20 | 15 | "É Isso Aí, Amizade"                          | 25 de julho de 2010    | Márcio Trigo | Marcius Melhem | N/A       |
| 21 | 16 | "Queimando o Filme"                           | 1 de agosto de 2010    | Márcio Trigo | Marcius Melhem | N/A       |
| 22 | 17 | "Pais e Amor"                                 | 8 de agosto de 2010    | Márcio Trigo | Marcius Melhem | N/A       |
| 23 | 18 | "Juntando a Fome com a Vontade de Comer"      | 15 de agosto de 2010   | Márcio Trigo | Marcius Melhem | 12        |
| 24 | 19 | "Caindo na Real"                              | 22 de agosto de 2010   | Márcio Trigo | Marcius Melhem | N/A       |
| 25 | 20 | "Mentira Dessa"                               | 29 de agosto de 2010   | Márcio Trigo | Marcius Melhem | N/A       |
| 26 | 21 | "Façam Suas Apostas!"                         | 5 de setembro de 2010  | Márcio Trigo | Marcius Melhem | 11        |
| 27 | 22 | "Esportistas Armadores"                       | 12 de setembro de 2010 | Márcio Trigo | Marcius Melhem | 11        |
| 28 | 23 | "É Como diz o Ditado"                         | 19 de setembro de 2010 | Márcio Trigo | Marcius Melhem | 12        |
| 29 | 24 | "E o Tempo Levou"                             | 26 de setembro de 2010 | Márcio Trigo | Marcius Melhem | N/A       |
| 30 | 25 | "Peque e Pague"                               | 3 de outubro de 2010   | Márcio Trigo | Marcius Melhem | N/A       |
| 31 | 26 | "Pra Tudo tem um Jeitinho"                    | 10 de outubro de 2010  | Márcio Trigo | Marcius Melhem | 12        |
| 32 | 27 | "A Primeira vez a Gente Nunca Esquece"        | 17 de outubro de 2010  | Márcio Trigo | Marcius Melhem | 9         |
| 33 | 28 | "As Aparências Enganam"                       | 24 de outubro de 2010  | Márcio Trigo | Marcius Melhem | 13        |
| 34 | 29 | "Correndo Contra o Tempo"                     | 31 de outubro de 2010  | Márcio Trigo | Marcius Melhem | 11        |
| 35 | 30 | "Uma Dupla Pior que a Eencomenda"             | 7 de novembro de 2010  | Márcio Trigo | Marcius Melhem | N/A       |
| 36 | 31 | "Viagem a Dois"                               | 14 de novembro de 2010 | Márcio Trigo | Marcius Melhem | 12        |
| 37 | 32 | "Dando Conta do Recado"                       | 21 de novembro de 2010 | Márcio Trigo | Marcius Melhem | 10        |
| 38 | 33 | "A Regra é Cara"                              | 28 de novembro de 2010 | Márcio Trigo | Marcius Melhem | N/A       |
| 39 | 34 | "Magia Vai com as Outras"                     | 5 de dezembro de 2010  | Márcio Trigo | Marcius Melhem | 13        |
| 40 | 35 | "Entrando Numa Fria"                          | 12 de dezembro de 2010 | Márcio Trigo | Marcius Melhem | 12        |
| 41 | 36 | "Um progamation em Massachusetts ohio"        | 19 de dezembro de 2010 | Márcio Trigo | Marcius Melhem | 10        |
| 42 | 37 | ""Um Natal Sem Lembranças""                   | 26 de dezembro de 2010 | Márcio Trigo | Marcius Melhem | 14        |

### 2ª Temporada (2011-2012)
| Nº | Nº | Título                                    | Transmissão original   | Direção      | Redação final  | Audiência |
| -- | -- | ----------------------------------------- | ---------------------- | ------------ | -------------- | --------- |
| 43 | 1  | "O Pecado Mora em Frente"                 | 3 de abril de 2011     | Márcio Trigo | Marcius Melhem | 13        |
| 44 | 2  | "Promessa é Dúvida!"                      | 10 de abril de 2011    | Márcio Trigo | Marcius Melhem | 13        |
| 45 | 3  | "Insegurança Máxima"                      | 17 de abril de 2011    | Márcio Trigo | Marcius Melhem | 11        |
| 46 | 4  | "O Clima não Compensa"                    | 24 de abril de 2011    | Márcio Trigo | Marcius Melhem | 14        |
| 47 | 5  | "Arrumar Emprego dá Trabalho"             | 1 de maio de 2011      | Márcio Trigo | Marcius Melhem | 13        |
| 48 | 6  | "Cara de Pau é a Mãe!"                    | 8 de maio de 2011      | Márcio Trigo | Marcius Melhem | 10        |
| 49 | 7  | "Templo é Dinheiro"                       | 15 de maio de 2011     | Márcio Trigo | Marcius Melhem | 12        |
| 50 | 8  | "Causa e Defeito"                         | 22 de maio de 2011     | Márcio Trigo | Marcius Melhem | 13        |
| 51 | 9  | "Cidadão Quem?"                           | 29 de maio de 2011     | Márcio Trigo | Marcius Melhem | 12        |
| 52 | 10 | "Hoje é Dia de Manias"                    | 5 de junho de 2011     | Márcio Trigo | Marcius Melhem | 14        |
| 53 | 11 | "Namoro: Que Seja de Terno Enquanto Dure" | 12 de junho de 2011    | Márcio Trigo | Marcius Melhem | 13        |
| 54 | 12 | "Desencontro Marcado"                     | 19 de junho de 2011    | Márcio Trigo | Marcius Melhem | 11        |
| 55 | 13 | "Os Cinco Sentidos"                       | 3 de julho de 2011     | Márcio Trigo | Marcius Melhem | 12        |
| 56 | 14 | "Defesa e Ataque do Consumidor"           | 10 de julho de 2011    | Márcio Trigo | Marcius Melhem | 9         |
| 57 | 15 | "Gafes Indomáveis"                        | 17 de julho de 2011    | Márcio Trigo | Marcius Melhem | 11        |
| 58 | 16 | "A Pressa é Inimiga da Refeição"          | 24 de julho de 2011    | Márcio Trigo | Marcius Melhem | 12        |
| 59 | 17 | "Inteligência ou Morte"                   | 31 de julho de 2011    | Márcio Trigo | Marcius Melhem | 14        |
| 60 | 18 | "Musica de dar DÓ"                        | 7 de agosto de 2011    | Suzana Pires | Suzana Pires   | 11        |
| 61 | 19 | "Ó o Pai aí Ó"                            | 14 de agosto de 2011   | Márcio Trigo | Marcius Melhem | 13        |
| 62 | 20 | "O Negócio é o Seguinte"                  | 21 de agosto de 2011   | Márcio Trigo | Marcius Melhem | 17        |
| 63 | 21 | "Ciumeira nem Beira"                      | 4 de setembro de 2011  | Márcio Trigo | Marcius Melhem | 11        |
| 64 | 22 | "Passatempo Não Para"                     | 11 de setembro de 2011 | Márcio Trigo | Marcius Melhem | 11        |
| 65 | 23 | "Tem Hora pra Tudo"                       | 18 de setembro de 2011 | Márcio Trigo | Marcius Melhem | 12        |
| 66 | 24 | "Cartas na Manga"                         | 25 de setembro de 2011 | Chico Soares | Marcius Melhem | 15        |
| 67 | 25 | "Vim, Vi e Convenci"                      | 2 de outubro de 2011   | Márcio Trigo | Marcius Melhem | 12        |
| 68 | 26 | "Os Caras de Pau na Lona"                 | 9 de outubro de 2011   | Márcio Trigo | Marcius Melhem | 14        |
| 69 | 27 | "Surpresa!"                               | 16 de outubro de 2011  | Márcio Trigo | Marcius Melhem | 12        |
| 70 | 28 | "Hoje é Dia de Rock"                      | 23 de outubro de 2011  | Márcio Trigo | Marcius Melhem | 11        |
| 71 | 29 | "Olha a Fofoca!"                          | 30 de outubro de 2011  | Márcio Trigo | Marcius Melhem | 12.5      |
| 72 | 30 | "Aqui Se Faz, Aqui Se Paga"               | 6 de novembro de 2011  | Márcio Trigo | Marcius Melhem | 12        |
| 73 | 31 | "Liberdade Ainda que à Tardinha"          | 13 de novembro de 2011 | Márcio Trigo | Marcius Melhem | 8         |
| 74 | 32 | "Até Que a Sorte os Separe"               | 20 de novembro de 2011 | Márcio Trigo | Marcius Melhem | 10        |
| 75 | 33 | "Desculpas Esfarrapadas"                  | 4 de dezembro de 2011  | Márcio Trigo | Marcius Melhem | 11        |
| 76 | 34 | "Na Cara de Pau e na Coragem"             | 11 de dezembro de 2011 | Márcio Trigo | Marcius Melhem | 12        |
| 77 | 35 | "Um Programa de Presente"                 | 25 de dezembro de 2011 | Márcio Trigo | Marcius Melhem | 14        |
| 78 | 36 | "Ano Novo, Vida Nova"                     | 1 de janeiro de 2012   | Chico Soares | Marcius Melhem | 10        |
| 79 | 37 | "Sair e Comprar É só Começar"             | 8 de janeiro de 2012   | Chico Soares | Marcius Melhem | 10        |

### 3ª Temporada (2012-2013)
| Nº  | Nº | Título                                         | Transmissão original   | Direção      | Redação final  | Audiência |
| --- | -- | ---------------------------------------------- | ---------------------- | ------------ | -------------- | --------- |
| 80  | 1  | "Dois Perdidos numa Praia Limpa"               | 8 de abril de 2012     | Márcio Trigo | Marcius Melhem | 11        |
| 81  | 2  | "Uma Dupla a Perigo"                           | 15 de abril de 2012    | Márcio Trigo | Marcius Melhem | N/A       |
| 82  | 3  | "22 de Abril, Descobriu o Brasil"              | 22 de abril de 2012    | Márcio Trigo | Marcius Melhem | 13        |
| 83  | 4  | "O Peixe Morre pela Boca"                      | 29 de abril de 2012    | Márcio Trigo | Marcius Melhem | N/A       |
| 84  | 5  | "Amigos do Respeito"                           | 6 de maio de 2012      | Márcio Trigo | Marcius Melhem | N/A       |
| 85  | 6  | "É a Mãe!"                                     | 13 de maio de 2012     | Márcio Trigo | Marcius Melhem | N/A       |
| 86  | 7  | "Grilo na Cuca"                                | 20 de maio de 2012     | Márcio Trigo | Marcius Melhem | N/A       |
| 87  | 8  | "Sonhar não Custa Nada"                        | 27 de maio de 2012     | Márcio Trigo | Marcius Melhem | 11        |
| 88  | 9  | "É Errando que se Desaprende"                  | 3 de junho de 2012     | Márcio Trigo | Marcius Melhem | 11        |
| 89  | 10 | "Quem vê Cara de Pau não vê Coração"           | 10 de junho de 2012    | Márcio Trigo | Marcius Melhem | N/A       |
| 90  | 11 | "Guerra é Guerra"                              | 17 de junho de 2012    | Márcio Trigo | Marcius Melhem | 10        |
| 91  | 12 | "Conquista Dores"                              | 1 de julho de 2012     | Márcio Trigo | Marcius Melhem | N/A       |
| 92  | 13 | "Nem Toda Obra é Prima"                        | 8 de julho de 2012     | Márcio Trigo | Marcius Melhem | 12        |
| 93  | 14 | "De Caso com o Acaso"                          | 15 de julho de 2012    | Márcio Trigo | Marcius Melhem | 11        |
| 94  | 15 | "Alegria de Pobre dura Pouco"                  | 22 de julho de 2012    | Márcio Trigo | Marcius Melhem | 9         |
| 95  | 16 | "Acredite se eu Quiser"                        | 29 de julho de 2012    | Márcio Trigo | Marcius Melhem | N/A       |
| 96  | 17 | "Pedrão e Jorginho viram Subsíndicos"          | 5 de agosto de 2012    | Márcio Trigo | Marcius Melhem | N/A       |
| 97  | 18 | "Um Presente Dia dos Pais"                     | 12 de agosto de 2012   | Márcio Trigo | Marcius Melhem | N/A       |
| 98  | 19 | "Professor Jorginho"                           | 19 de agosto de 2012   | Márcio Trigo | Marcius Melhem | 11        |
| 99  | 20 | "Sonho Meu"                                    | 2 de setembro de 2012  | Márcio Trigo | Marcius Melhem | N/A       |
| 100 | 21 | "A Video PlayList on Dailymotion"              | 9 de setembro de 2012  | Márcio Trigo | Marcius Melhem | N/A       |
| 101 | 22 | "Namarraway"                                   | 16 de setembro de 2012 | Márcio Trigo | Marcius Melhem | N/A       |
| 102 | 23 | "Vai Procurar sua Turma!"                      | 28 de outubro de 2012  | Márcio Trigo | Marcius Melhem | N/A       |
| 103 | 24 | "Emergência!"                                  | 4 de novembro de 2012  | Márcio Trigo | Marcius Melhem | 9         |
| 104 | 25 | "Tudo Por uma Limusine"                        | 11 de novembro de 2012 | Márcio Trigo | Marcius Melhem | N/A       |
| 105 | 26 | "Ordem e Processo"                             | 18 de novembro de 2012 | Márcio Trigo | Marcius Melhem | N/A       |
| 106 | 27 | "Siga o Mestre!"                               | 2 de dezembro de 2012  | Márcio Trigo | Marcius Melhem | N/A       |
| 107 | 28 | "Procura-se: Colega de Quarto!"                | 9 de dezembro de 2012  | Márcio Trigo | Marcius Melhem | N/A       |
| 108 | 29 | "A Arte de Enrolar-te"                         | 16 de dezembro de 2012 | Márcio Trigo | Marcius Melhem | 12        |
| 109 | 30 | "Jingou béééé, um Natal na Roça"               | 23 de dezembro de 2012 | Márcio Trigo | Marcius Melhem | 10        |
| 110 | 31 | "Adeus Plano velho, Feliz Plano novo"          | 30 de dezembro de 2012 | Márcio Trigo | Marcius Melhem | N/A       |
| 111 | 32 | "A Turma do Balão Trágico"                     | 6 de janeiro de 2013   | Márcio Trigo | Marcius Melhem | N/A       |
| 112 | 33 | "A Escolha de só Fria"                         | 13 de janeiro de 2013  | Márcio Trigo | Marcius Melhem | 13        |
| 113 | 34 | "A Turma das Manias"                           | 20 de janeiro de 2013  | Márcio Trigo | Marcius Melhem | N/A       |
| 114 | 35 | ""Manda quem Pode, Obedece quem tem Prejuízo"" | 27 de janeiro de 2013  | Márcio Trigo | Marcius Melhem | 11        |
| 115 | 36 | "Olha Os Caras de Pau aí gente!"               | 3 de fevereiro de 2013 | Márcio Trigo | Marcius Melhem | N/A       |